# Altitude Montreal
El Altitude Montreal es un rascacielos de 33 pisos y 124 m en Montreal, la mayor ciudad de la provincia canadiense de Quebec. Está ubicado en 1225 Robert-Bourassa Boulevard en la esquina de Cathcart Street en el centro de la ciudad, frente a la Place Ville-Marie.

## Descripción
Altitude Montreal consta de condominios de lujo y ofrece servicios estilo hotel. Hasta 2017 fue la torre residencial más alta de la ciudad, pero fue superada ese año por L'Avenue. La construcción de la torre comenzó el 3 de mayo de 2010 en lo que antes era un estacionamiento y se completó con el adición del consejo arquitectónico en noviembre de 2012.
Altitude Montreal fue diseñado por el estudio de arquitectura Jean-Pierre Lagacé Architects, Nicolet Chartrand Knoll son los ingenieros estructurales, Bouthillette Parizeau son los ingenieros mecánicos y el diseño de interiores por Nicole Vekemans. El desarrollador es Daca Group.